# حمام قدیمی صدخرو
حمام قدیمی صدخرو مربوط به اوایل پهلوی است و در شهرستان داورزن، روستای صدخرو واقع شده و این اثر در تاریخ ۱۶ اسفند ۱۳۸۴ با شمارهٔ ثبت ۱۴۶۴۱ به‌عنوان یکی از آثار ملی ایران به ثبت رسیده‌است.